# Lovisa Augusti

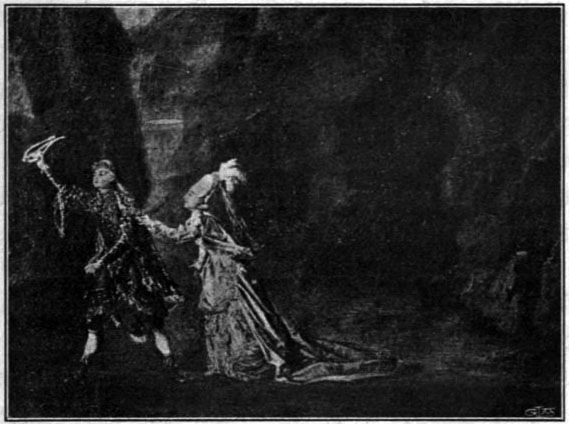
115-Orpheus-Svenska Teatern 1

Lovisa Sofia Augusti, även kallad Lovisa Sofia Salomoni, ursprungligen Ester Salomon, född cirka 1751 (eller möjligen 1756), död 25 juni 1790, var en svensk sångare (sopran) och skådespelare, ansedd som en av de främsta talangerna vid den gustavianska operan. Hon utsågs till hovsångare 1773 och var ledamot i Kungliga Musikaliska Akademien från 1788.

## Biografi och karriär
Född som Ester Salomon var hon dotter till Israel Salomon, en kringresande judisk musiker från Tyskland. År 1766 kom hon till Sverige med sin far och sin fjortonårige bror, Carl Friedrich Wilhelm. De uppträdde i Varberg, där hennes bror spelade fiol medan hon sjöng italienska arior. Den 22 februari 1767 framträdde hon vid en konsert i Göteborg med hovmusikern Francesco Antonio Uttini. Den 25 mars samma år konverterade hon som 16-åring i Göteborgs domkyrka till kristendomen och fick namnen Lovisa Sofia vid dopet. Hennes bror, som var violinist, konverterade också men oklart när. När hon gifte sig fick hon sedan namnet Augusti. Hon tros ha konverterat för att undvika särreglerna för icke-kristna att uppträda. 

### Karriär vid operan
Kung Gustav III upptäckte henne under sin Eriksgata i Kristianstad 1773, där hon enligt uppgift ska ha sjungit så vackert för honom att han anställde henne vid Kungliga Teatern och gav henne titeln hovsångare vid 22 (eller möjligen 17) års ålder. Hennes make, violinisten Friedrich Benedict Augusti, blev också han anställd som musiker, liksom hennes bror, som var violinist i hovkapellet fram till 1812.
Hennes utbildning är okänd, men hon hade en välskolad röst vad gällde klang och konstfärdighet och ansågs vara en av landets bästa sångare. Hon beskrivs också som nätt och söt. I likhet med exempelvis Elisabet Olin hade hon mycket fördelaktiga kontraktsvillkor, och fick 1776 ett livstidskontrakt med rätt att bland annat använda hovets vagnar. Hon hade också rätt att diktera egna villkor och exempelvis kräva att hennes föreställningar skulle hållas i regi av Musikaliska akademien för att skydda sitt sociala anseende 
Bland hennes främsta roller fanns Apollo i Orfeus och Eurydike, sedan den kvinnliga huvudrollen i samma pjäs, Kärleken i Adonis, Astrid i Silvie, Sällheten i Amphion, Anna Eriksdotter (Bielke) i Gustaf Wasa (1786) och Märta Banér i Gustaf Adolf och Ebba Brahe.
Vid Operan fungerade hon som ersättare för primadonnan Elisabeth Olin i uppsättningarnas kvinnliga huvudroller då denna var sjuk eller tog ledigt för att få sina barn. Då Elisabet Olin drog sig tillbaka 1784, ersattes hon som primadonna dock inte av Augusti utan av Caroline Müller. Augusti fortsatte dock sin anställning vid operan livet ut. Den 12 februari 1788 invaldes hon som ledamot 106 av Kungliga Musikaliska Akademien, samma år som Caroline Müller och Franziska Stading. Två år senare dog hon knappt 40 år gammal (eller enligt en annan uppgift före sin 34:e födelsedag). Augusti hade inga barn. Hennes man lämnade landet 1787 för sina skulders skull.

### Eftermäle
Gustaf Löwenhielm nämner hennes betydelse på 1800-talet då han poängterar att många av grundarna av den svenska nationalscenen i själva verket var utlänningar: 
| ” | Är det omöjligt att engagera herr Berg och fröken Schoultz? – Annars ser jag icke huru Tit. skall kunna undgå att engagera halvvuxna utlänningar. Gustav III:s svenska nationalteater begyntes med den danska fru Müller, den franska fru Marcadet, den tyska mamsell Stading, den tyska Fru Augusti och den polska fru Karsten. Dessa damer ockuperade vår scen och uppehöllo den ifrån Stora operans instiktelse och fru Olins liktidiga avgång i början av 1780-talet till år 1800, då fru Desguillons skola hann utkläcka mamsell Wässelia cum celeris. | „ |

## Roller
| År   | Roll                  | Produktion                   | Regi | Teater          |
| ---- | --------------------- | ---------------------------- | ---- | --------------- |
| 1774 | Astrild               | Silvie                       |      | Stora Bollhuset |
| 1775 | Aeglé                 | Æglé                         |      | Stora Bollhuset |
| 1775 | Amfitrite             | Neptunus och Amfitrite       |      | Stora Bollhuset |
| 1776 | Zelis                 | Aline, drottning av Golkonda |      | Stora Bollhuset |
| 1776 | Lucile                | Lucile                       |      | Stora Bollhuset |
| 1777 | Lovisa                | Alexis eller Deserteuren     |      | Stora Bollhuset |
| 1778 | Svartsjukan, Kärleken | Procris och Cephal           |      | Stora Bollhuset |
| 1781 | Themire               | Roland                       |      | Stora Bollhuset |
| 1786 | Anna Bielke           | Gustaf Wasa                  |      | Stora Bollhuset |
| 1788 | Märta Banér           | Gustaf Adolph och Ebba Brahe |      | Stora Bollhuset |